# Хронологія рекордів Європи з бігу на 400 метрів серед чоловіків
Рекорди Європи з бігу на 400 метрів визнаються Європейською легкоатлетичною асоціацією з-поміж результатів, показаних європейськими легкоатлетами на біговій доріжці стадіону, за умови дотримання встановлених вимог.

## Хронологія рекордів
| Результат                              | Атлет                              | Місто змагань      | Дата змагань | Примітки    | Відео            |
| -------------------------------------- | ---------------------------------- | ------------------ | ------------ | ----------- | ---------------- |
| 47,6h                                  | Ерік Лідделл Велика Британія       | Коломб             | 11.07.1924   |             |                  |
| 46,7h (46,68)                          | Годфрі Браун Велика Британія       | Берлін             | 07.08.1936   |             |                  |
| 46,0h                                  | Рудольф Гарбіг Німеччина           | Франкфурт-на-Майні | 12.08.1939   |             |                  |
| 46,0h                                  | Ардаліон Ігнатьєв СРСР             | Москва             | 25.06.1955   |             |                  |
| 45,8h                                  | Карл Кауфманн ФРН                  | Кельн              | 19.09.1959   |             |                  |
| 45,7h                                  | Карл Кауфманн ФРН                  | Кельн              | 15.06.1960   |             |                  |
| 45,4h                                  | Карл Кауфманн ФРН                  | Західний Берлін    | 24.07.1960   |             |                  |
| 44,9h                                  | Карл Кауфманн ФРН                  | Рим                | 06.09.1960   |             | Відео на YouTube |
| 44,9h (45,06)                          | Мартін Єллінгхаус ФРН              | Мехіко             | 17.10.1968   |             |                  |
| 44,7h (44,70)                          | Карл Гонц ФРН                      | Мюнхен             | 21.07.1972   |             |                  |
| 44,60                                  | Віктор Маркін СРСР                 | Москва             | 30.07.1980   |             | Відео на YouTube |
| 44,50                                  | Ервін Скамраль ФРН                 | Мюнхен             | 26.07.1983   |             |                  |
| 44,48                                  | Томас Шенлебе НДР                  | Потсдам            | 21.08.1987   |             |                  |
| 44,33                                  | Томас Шенлебе НДР                  | Рим                | 03.09.1987   |             | Відео на YouTube |
| 44,26                                  | Меттью Гадсон-Сміт Велика Британія | Будапешт           | 22.08.2023   | [ 1 ]       |                  |
| 44,07                                  | Меттью Гадсон-Сміт Велика Британія | Осло               | 30.05.2024   | [ 2 ] [ 3 ] |                  |
| 43,74                                  | Меттью Гадсон-Сміт Велика Британія | Лондон             | 20.07.2024   | [ 4 ]       | Відео на YouTube |
| 43,44                                  | Меттью Гадсон-Сміт Велика Британія | Париж              | 07.08.2024   | [ 5 ] [ 6 ] | Відео на YouTube |
| 0 років, 342 дні від дати встановлення |                                    |                    |              |             |                  |